# Dawydowo (Moskau, Orechowo-Sujewski)
Dawydowo (russisch Давы́дово) ist ein Dorf (derewnja) in der Oblast Moskau in Russland mit 10.918 Einwohnern (Stand 14. Oktober 2010).

## Geographie
Der Ort liegt etwa 80 km Luftlinie ostsüdöstlich des Oblastverwaltungszentrums Moskau in einem Guslizy genannten Gebiet, einem Siedlungsschwerpunkt der nach dem 18. Jahrhundert in Zentralrussland verbliebenen Altorthodoxen. Unweit des Dorfes fließt die Nerskaja, ein linker Zufluss der Moskwa.
Dawydowo gehört zum Rajon Orechowo-Sujewski und befindet sich knapp 25 km südsüdwestlich von dessen Verwaltungszentrum Orechowo-Sujewo und 5 km nordwestlich der Stadt Kurowskoje. Das Dorf ist Sitz der Landgemeinde Dawydowskoje selskoje posselenije, zu der außerdem die Dörfer Anziferowo (7 km südsüdwestlich), Barskoje (2 km nördlich), Gora (westlich anschließend), Jakowlewskaja (6 km südwestlich), Jelisarowo (2 km westlich), Kostino (4 km südwestlich), Ljachowo (nordwestlich anschließend) und Saponorje (4 km nördlich) gehören.

## Geschichte
Der Ort wurde erstmals 1631 erwähnt. Die Bezeichnung ist von der russischen Form des Vornamens David abgeleitet. In der zweiten Hälfte des 19. und im beginnenden 20. Jahrhundert wurde das Dorf auch nach dem Namen der dortigen Kirche Wosdwischenskoje genannt (von russisch Wosdwischenije für Kreuzerhöhung). Einen wirtschaftlichen Aufschwung nahm das Dorf ab Ende des 19. Jahrhunderts, nachdem dort 1890 eine Weberei und eine Färberei sowie 1906 eine mechanische Fabrik eröffnet worden waren.
Ab 1978 wurde die Fabrik zu einem Werk für Landmaschinen umprofiliert und stark erweitert. In Folge stieg die Einwohnerzahl des Ortes im Verlauf der 1980er-Jahre erheblich, er behielt aber bis heute seinen Status als Dorf. Dawydowo war bei der Volkszählung 2010 die drittgrößte Ortschaft Russlands mit dem zumeist für kleinere Dörfer üblichen Status derewnja nach Watutinki, ebenfalls in der Oblast Moskau, das aber mit der Eingemeindung nach Moskau 2012 als Teil der Gemeinde (posselenije) Dessjonowskoje seine Eigenständigkeit verlor, und Nowoje Dewjatkino in der Oblast Leningrad.

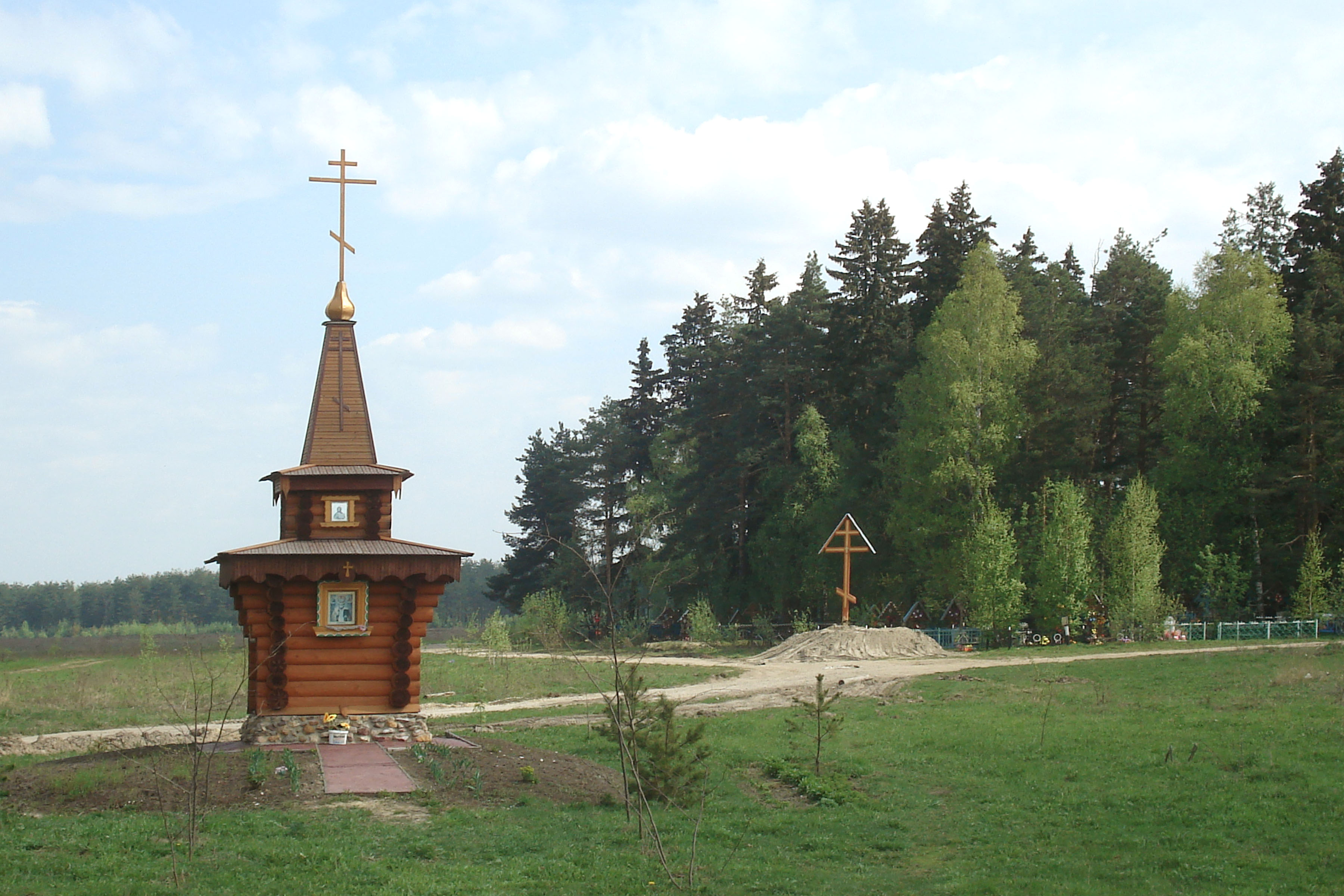
Altorthodoxe Kapelle in Dawydowo
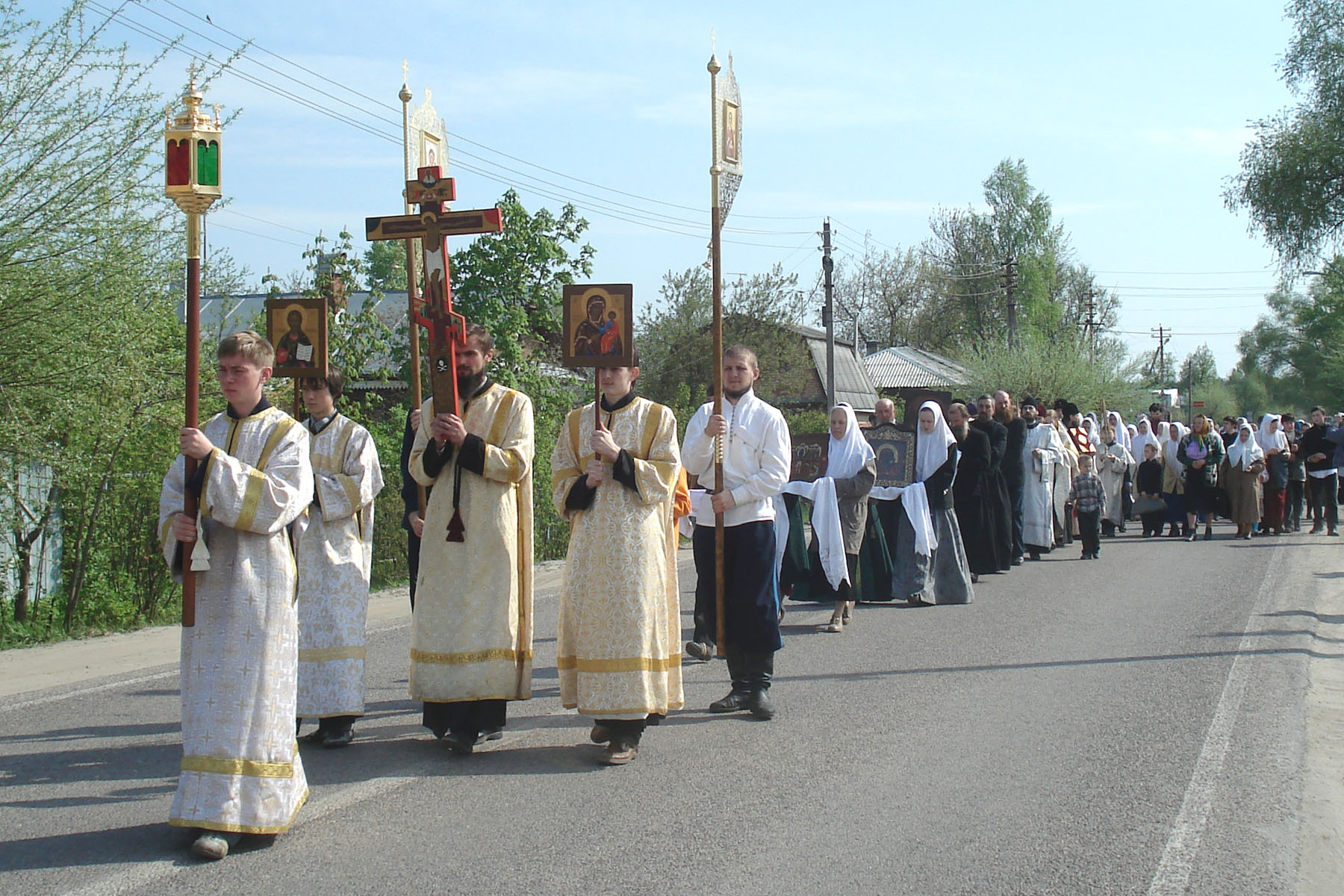
Altorthodoxe Kreuzprozession in Dawydowo (Ostern 2008)
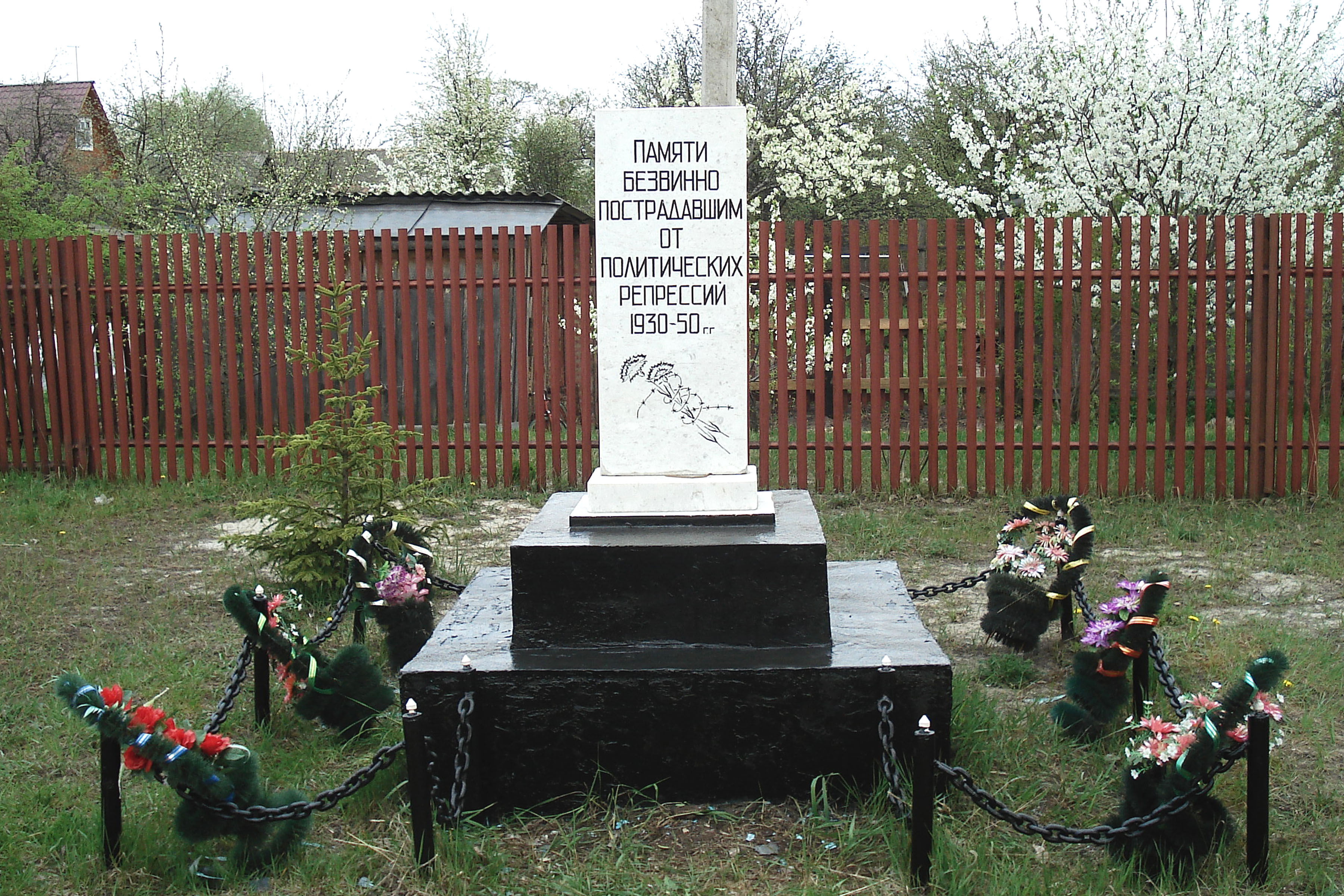
Gedenkstein für die Opfer der Stalinschen Säuberungen
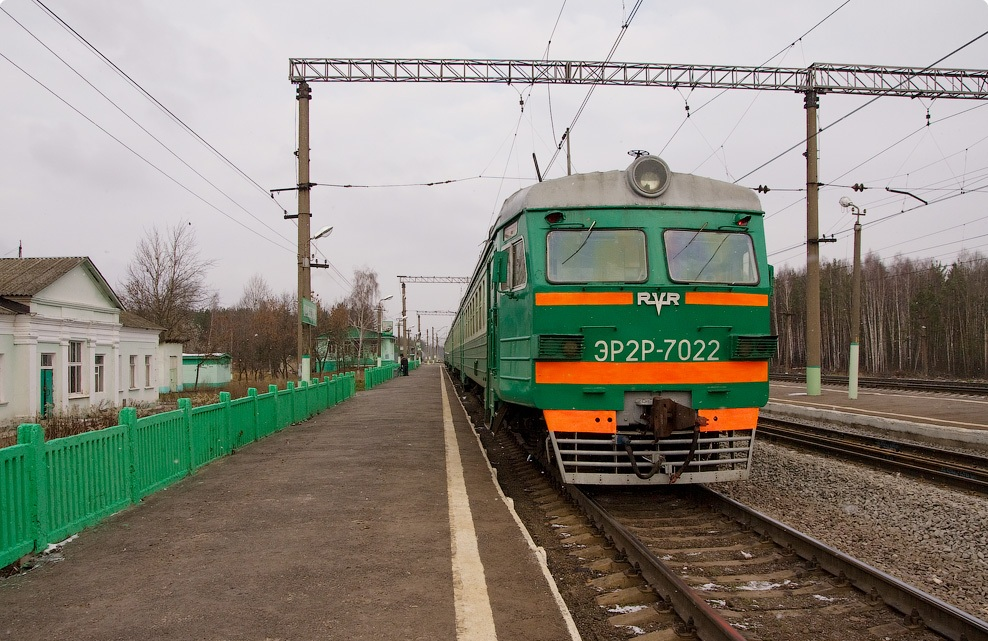
Bahnhof Dawydowo

### Bevölkerungsentwicklung
| Jahr | Einwohner |
| ---- | --------- |
| 2002 | 10.694    |
| 2010 | 10.918    |

Anmerkung: Volkszählungsdaten

## Verkehr
Dawydowo liegt an der Regionalstraße 46K-7303, die bei Kurowskoje von der A108 („Großer Moskauer Ring“) abzweigt und nach Pawlowski Possad führt, wo nördlich Anschluss an die M7 besteht.
Östlich des Ortes befindet sich die Bahnstation Dawydowo am auf diesem Abschnitt 1899 eröffneten Großen Moskauer Eisenbahnring (Streckenkilometer 105 ab Schiljowo bei Stupino), der beim benachbarten Kurowskoje die Bahnstrecke Moskau – Kasan – Jekaterinburg kreuzt. Auf dem Ring besteht durchgehende Vorortzugverbindung in nördlicher Richtung über Orechowo-Sujewo bis Alexandrow, in südlicher Richtung bis Michnewo und Schiljowo.

## Persönlichkeiten
- Daniil Tschernjakow (* 2001), Fußballspieler